# Cuartel del Teniente Ruiz
El Cuartel del Teniente Ruíz es un antigua cuartel de la ciudad española de Ceuta, sede del Campus de Ceuta, que alberga la Universidad de Granada y de la UNED en Ceuta. Se encuentra en la calle Juana Campoy, en la Península de La Almina, y es un Bien de Interés Cultural.

## Historia
Iniciado en 1793, según probablemente proyecto del ingeniero Juan Bautista Jáureguia, principios del siglo XIX sus obras se paralizan para retomarse a mediados del siglo, siendo replanteada por de los ingenieros militares Andrés Brull y Sinués y Antonio Rojí y Dinarés. Inaugurado y ocupado por el Regimiento Fijo de Ceuta en 1871, en 1965, se trasladó a la península y es ocupado por el Regimiento de Ingenieros, que lo abandona en 1998, para ser entregado a la ciudad autónoma de Ceuta con el segundo convenio de cesión de parcelas y edificaciones entre esta y el Ministerio de Defensa en el 2004. 
Denominado en un principio 'Cuartel del Valle, por estar ubicado en los terrenos del Valle, o Cuartel de Nueva Planta, más tarde será rebautizado cómo Cuartel de la Reina', adoptando en último lugar el de Cuartel  del Teniente Ruiz'.

## Descripción
Construido en ladrillo macizo, tiene planta rectangular, con un gran patio interior central, así como otro trasero, también interior, de menores dimensiones. Cuenta con planta baja, principal y primera, siendo en sus inicios con las dos primeras para al alojamiento de la tropa y dependencias del regimiento, y la última para pabellones de jefes y oficiales.

### Exterior
Sus fachadas son elegantes, la principal, tras un jardín delantero y la explanada de evoluciones y ejercicios, hoy convertido en el campo de fútbol José Martínez Pirri, contaba con una puerta  de entrada en arco de carpanel, flanqueada por pilastras toscanas, sobre la que se sitúa una ventana, enmarcada y con un frontón triangular sobre ella, que da paso a un balcón, con rejas, y todo ello enmarcado por un frontón circular.

### Interior
Su patio central, compuesto de arcadas de piedra de la planta baja, y columnas de forja en las superiores, con un pavimento de guijarros blancos y negros con alfombras que representan los escudos del regimiento fijo de Ceuta, y bajo el que se encuentra un gran aljibe con capacidad para 2.441 metros cúbicos de agua. También contaba en el interior con relieves, artesonados, y frescos de mediados del siglo XX.